# Ювілейна медаль «70 років Перемоги над нацизмом»

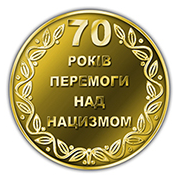
Реверс медалі

Ювілейна медаль «70 років Перемоги над нацизмом» — державна нагорода України — відзнака Президента України, що встановлена на відзначення 70-ї річниці Перемоги над нацизмом, вшанування подвигу, мужності та самовідданості борців проти нацизму, за свободу і незалежність Вітчизни.

## Історія нагороди
- Відзнака Президента України — ювілейна медаль «70 років Перемоги над нацизмом» заснована Указом Президента України Петра Порошенка 29 квітня 2015 року.
- 9 травня 2015 року перші 16 ветеранів Другої світової війни отримали відзнаки.[1]
- 29 лютого 2016 року в опис медалі внесено зміну — виключено покриття гальванічним золотом.[2]
- У 2016 році було виготовлено 64 669 ювілейних медалей «70 років Перемоги над нацизмом».[3]

## Положення про медаль
- Відзнакою Президента України — ювілейною медаллю «70 років Перемоги над нацизмом» нагороджуються особи з числа:
  - учасників бойових дій та інвалідів війни, яким цей статус надано відповідно до Закону України «Про статус ветеранів війни, гарантії їх соціального захисту», які брали участь у бойових діях, обороні, партизанському, підпільному русі проти нацистської Німеччини та її союзників у роки Другої світової війни;
  - колишніх неповнолітніх (яким на момент ув'язнення не виповнилося 18 років) в'язнів концентраційних таборів, гетто, інших місць примусового тримання, створених нацистською Німеччиною та її союзниками в період Другої світової війни, а також дітей, які народилися в зазначених місцях примусового тримання їх батьків;
  - колишніх малолітніх (яким на момент ув'язнення не виповнилося 14 років) в'язнів концентраційних таборів, гетто та інших місць примусового тримання, визнаних інвалідами від загального захворювання, трудового каліцтва та з інших причин.
- Вручення ювілейної медалі проводиться в урочистій обстановці Президентом України або від його імені керівниками центральних органів виконавчої влади, головами обласних та Київської міської державних адміністрацій, керівниками закордонних дипломатичних установ України.
- Разом з ювілейною медаллю вручається посвідчення встановленого зразка.
- Для нагородження ювілейною медаллю громадян України обласними та Київською міською державними адміністраціями складається та затверджується список осіб, представлених до нагородження відзнакою Президента України — ювілейною медаллю «70 років Перемоги над нацизмом», а для нагородження іноземців такий список складається та затверджується Міністерством закордонних справ України. Цей список має містити такі відомості про особу: прізвище, ім'я та по батькові; місце проживання; документ, на підставі якого особу включено до списку.
- Підставою для включення до списку є документи, які підтверджують відповідно до законодавства України статус особи, зазначений у пункті 1 цього Положення. Підставою для включення до списку іноземців також є документи, що підтверджують їх участь у бойових діях проти нацистської Німеччини під час Другої світової війни.
- Про вручення ювілейної медалі та посвідчення до неї складається Протокол вручення державних нагород України за встановленою формою відповідно до Порядку представлення до нагородження та вручення державних нагород України, затвердженого Указом Президента України від 19 лютого 2003 року № 138. Зазначений Протокол зберігається органом, який проводив вручення.

## Опис медалі
- Ювілейна медаль виготовляється зі сплавів міді[4] і має форму кола діаметром 32 мм. На лицьовому боці ювілейної медалі у лівій частині розміщено зображення Знака Княжої Держави Володимира Великого (малого Державного Герба України), нижче — у два рядки написи чорним кольором «1945», «2015» та стилізоване зображення лаврової гілки по колу, які накладені на схематичне зображення сувою; праворуч — зображення монумента-скульптури «Батьківщина-мати» у місті Києві. У нижній частині — накладена на зображення червоних маків планка з гаслами «Пам'ятаємо», «Перемагаємо», розташованими у два рядки. На зворотному боці ювілейної медалі у центрі — напис «70 років Перемоги над нацизмом» у п'ять рядків в обрамленні стилізованого лаврового вінка Нарбута.
- Усі зображення і написи рельєфні, зображення маків покриті червоною емаллю. Знак обрамлений бортиком.
- За допомогою кільця з вушком ювілейна медаль з'єднується з прямокутною колодкою, обтягнутою шовковою муаровою стрічкою. Розмір колодки: ширина — 28 мм, висота — 42 мм. Розмір фігурної дужки та заокругленого виступу до колодки — відповідно 30×2 мм та 2 мм. На зворотному боці колодки — застібка для прикріплення медалі до одягу.
- Стрічка до ювілейної медалі шовкова муарова шириною 28 мм з поздовжніми смужками (зліва направо): синя, жовта, синя — по 1,5 мм кожна; темно-золота — 8 мм; чорна та червона — по 1,5 мм кожна; сіра — 8 мм; синя, жовта, синя — по 1,5 мм кожна.
- Планка ювілейної медалі являє собою прямокутну металеву пластинку, обтягнуту стрічкою, як на колодці медалі. Розмір планки: висота — 12 мм, ширина — 28 мм.